# Cavaleiro de Copas
Cavaleiro de Copas (em inglês:  Knight of Cups é um filme norte-americano escrito e dirigido por Terrence Malick e estrelado por Christian Bale, Cate Blanchett, Natalie Portman, Antonio Bandeiras, Brian Dennehy, Freida Pinto, Imogen Poots, Isabel Lucas, Teresa Palmer e Wes Bentley. O filme estreou no Festival de Berlim em fevereiro de 2015 e será lançado nos Estados Unidos em 4 de março de 2016.

## Sinopse
Era uma vez um jovem príncipe cujo pai – o rei do Oriente – o enviou ao Egito para encontrar uma pérola. Porém, quando o príncipe chegou ao local, pessoas ofereceram-lhe um copo. Após beber do líquido, ele se esqueceu da pérola e de que era filho do rei, caindo em um sono profundo. O pai de Rick costumava contar essa história para o filho quando ele era um garoto. A estrada para o Oriente estende-se a sua frente. Será que ele seguirá o caminho?

## Elenco
- Christian Bale como Rick
- Cate Blanchett como Nancy
- Natalie Portman como Elizabeth
- Brian Dennehy como Joseph
- Antonio Banderas como Tonio
- Freida Pinto como Helen
- Wes Bentley como Barry
- Isabel Lucas como Isabel
- Teresa Palmer como Karen
- Imogen Poots como Della
- Armin Mueller-Stahl como Zeitlinger
- Ben Kingsley (voz)
- Joel Kinnaman como Errol